# Groupes Balint
 (juillet 2018).
Inventés par Michael Balint, les premiers Groupes Balint se sont déroulés dans le cadre de la Tavistock Clinic de Londres et étaient proposés, dès 1949, dans le cadre de la formation continue des médecins généralistes. Les pratiques de ces groupes sont une modalité de formation appartenant à l'évaluation des pratiques professionnelles.  

## Origine
Les premières théorisations de ce travail remontent à 1926, lorsque Michael Balint vivait encore à Budapest, dans son article Sur les psychothérapies pour les médecins praticiens et sont consignées dans son ouvrage de 1955 Le Médecin, son malade et la maladie. Le travail de groupe visait à aider le médecin à acquérir des qualités psychothérapeutiques.  Le groupe était composé de 8 à 12 médecins et animé par un psychanalyste et un ou deux observateurs. Ils étaient hebdomadaires. 
Il ne s'agissait pas d'emblée de voir ces groupes comme de l'enseignement mais comme de la formation et de la recherche à partir de cas cliniques apportés par les participants et sans notes. Il s'agissait, à partir de ce matériel, de favoriser les processus d'association. Balint précisait qu'il y avait même un droit à la bêtise. Le rôle du psychanalyste était de fournir des interprétations sur son domaine et non d'apporter une réponse pour des problèmes médicaux qui ne relevaient pas de sa compétence. On apprenait ainsi à écouter les autres et soi-même sans que ce travail ne dérive vers une psychothérapie, la relation médecin-malade restant le centre du travail associatif. Balint a ainsi été l'un des premiers à formaliser la notion de médicament - médecin. 
Il distinguait deux modes de compréhension, l'un intellectuel (sémiologie, diagnostic, traitement, etc.) et l'autre émotionnel, bien plus complexe, qui a trait au transfert bien qu'il ne désignait pas cela par ce terme mais par celui de compagnie d'investissement mutuel. C'est cet aspect qui est au centre du travail des groupes Balint.

## En France
En France, ces groupes ont été introduits par des psychanalystes dans les années 1960 sur le même modèle. La durée de ces groupes pouvait tout à fait s'étendre sur plusieurs années.
Très tôt, notamment avec l'influence de sa future femme Enid Albu, les groupes Balint se sont aussi adressés aux assistants sociaux, puis le terme s'est généralisé pour désigner toute sorte de travail de supervision plus ou moins inspiré par Balint et la psychanalyse. Il s'est aussi étendu à des médecins spécialistes et à d'autres professionnels, éducateurs, paramédicaux et autres liés à la relation. Les groupes Balint ont, par exemple, inspiré le courant des groupes d'analyse des pratiques que l'on trouve aujourd'hui dans ces diverses professions. Cette variété de groupes de supervision n'était plus réservée à l'animation d'un psychanalyste, mais pouvait être confiée à un aîné ou à quelqu'un qui avait été formé à la dynamique des groupes selon l'approche rogérienne (Carl Rogers) ou autres.
Il existe des sociétés nationales groupe - Balint qui organisent des groupes, publient et organisent des congrès de Groupes Balint se référant explicitement à leur fondateur et à la psychanalyse.